# Lambertus Haeffenter
Lambertus Haeffenter (Kessenich (Beersel), 2 februari 1794 - Molenbeersel, 8 maart  1877) was een Belgisch politicus. Hij was van burgemeester van de gemeente Molenbeersel van 1845 tot zijn overlijden in 1877. Hij werd opgevolgd door Antonius Maes.